# Säkkisaari (ö i Kajanaland)
Säkkisaari är en ö i Finland. Den ligger i sjön Vuokkijärvi och i kommunen Suomussalmi i den ekonomiska regionen  Kehys-Kainuu  och landskapet Kajanaland, i den centrala delen av landet, 500 km nordost om huvudstaden Helsingfors. Öns area är 13 hektar och dess största längd är 0,8 kilometer i öst-västlig riktning.